# Eli Dasa
Eli Dasa (hebr. אלי דסה; ur. 3 grudnia 1992 w Netanji) – izraelski piłkarz pochodzenia etiopskiego grający na pozycji obrońcy w Dinamie Moskwa.

## Kariera klubowa
Jest synem etiopskich imigrantów. Karierę rozpoczął w klubie Sekcija Nes Cijjona. W wieku 13 lat trafił do Maccabi Tel Awiw, a w wieku 15 lat przeszedł do Beitaru Jerozolima. W 2010 został włączony do pierwszej drużyny tego klubu. W sierpniu 2015 podpisał czteroletni kontrakt z Maccabi Tel Awiw. W sezonie 2018/2019 zdobył z tym klubem mistrzostwo Izraela. We wrześniu 2019 podpisał trzyletni kontrakt z SBV Vitesse. We wrześniu 2022 podpisał dwuletni kontrakt z Dinamem Moskwa z możliwością przedłużenia o kolejny rok.

## Kariera reprezentacyjna
Dasa grał w młodzieżowych kadrach Izraela do lat 16, 17, 19 i 21. W seniorskiej reprezentacji zadebiutował 3 września 2015 w wygranym 4:0 meczu z Andorą.

## Osiągnięcia
- Mistrzostwo Izraela: 2018/2019